# Hòn Côn Lôn Nhỏ
Hòn Côn Lôn Nhỏ (of Hòn Bà) is het op een na grootste eiland van Côn Đảo, een archipel in de Zuid-Chinese Zee. Het eiland behoort tot de provincie Bà Rịa-Vũng Tàu, een van de provincies van Vietnam. Het heeft een oppervlakte van ongeveer 5,45 km².